# Zastava M21
Zastava M21  — сербський автомат, розроблений фірмою Zastava Arms на базі АК-74.

## Історія
Автомат, розроблений під патрон 5,56×45 мм (.223 Remington), котрий є стандартним в країнах НАТО. М21 має подвійний перемикач вогню на обох сторонах автомата. Аналогічна система застосована на ізраїльському автоматі «Галіл».
Також автомат відрізняється прицільними пристосуваннями, формою пістолетної рукоятки, цівки полум'ягасника. Складаний вправо приклад дозволяє вести стрільбу зі зброї навіть в складеному стані. На автомат можлива установка багнета-ножа або підствольного 40-мм гранатомета (російського ГП-25, або американського М203 для чого є перехідні). Канал ствола хромований.
Приціл відкритого типу з установкою на 300 або 500 метрів. Є також накладка Пікатінні для оптичного прицілу (також і нічного) — основним є 2.2Х20 Zrak.

## Модифікації
- M21 A — стандартна версія.
- M21 S — компактний автомат для спецслужб.
- M21 °C — Карабін.

## Країни—експлуатанти
- Вірменія — спецпризначенці
- Азербайджан — спецпризначенці
- Боснія та Герцеговина — поліція
- Камерун — поліцейські спецпризначенці[2]
- Ірак
- Йорданія
- Македонія — придбані в 2005.
- Перу
- Сербія. Zastava M21 змінила в військах 7,62-мм автомати M70, M72 та M92.